# 150メートル競走
150メートル競走(ひゃくごじゅうメートルきょうそう、英語: 150 metres)は、150メートルを走るタイムを競う陸上競技のトラック種目で、短距離走に分類される。150m競走や150m走とも表記される。

## 概要
- 150m競走は直走路か曲走路で行われるが、国際陸上競技連盟の世界記録公認対象外種目のため、世界最速の記録は「世界記録」ではなく「世界最高記録」という扱いになる。オリンピックや世界選手権、各大陸選手権など大規模な大会で150m競走が実施されたことはないが、個人種目ではなくリレー種目なら、ヨーロッパ室内選手権の前身であるヨーロッパ室内大会で女子4×150mリレーが実施されたことがある（1967年大会のみ）[1]。
- 直走路の150m競走は現在、イギリスのグレート・シティ・ゲームズ (Great CityGames) （2009年開始）[2]、アメリカのアディダス・ブースト・ボストン・ゲームズ（adidas boost boston game）（2016年開始）といったストリート陸上大会で行われている[3]。街中に特設コースを設置して行われる両大会には世界トップクラスの選手も出場するため、両大会から直走路の世界最高記録が誕生している[4][5]。2013年にはブラジル・リオデジャネイロのコパカバーナビーチに特設コースを設置し、ウサイン・ボルトなどを招いて150m競走が行われた。
- 曲走路の150m競走は現在、オーストラリアのニトロ・アスレチックス（Nitro Athletics）（2017年開始）という国際大会で行われている。第1回大会はウサイン・ボルトなど世界トップクラスの選手も出場した[6]。日本でも小さな記録会で曲走路の150m競走が行われている。
- 150mは100mと200mの中間のため、100m専門の速い選手と200m専門の速い選手が対決したらどうなるのかと話題になることがある[7]。そんな夢の対決が実現したのが、1997年にカナダで行われたドノバン・ベイリー（当時の100m世界記録保持者）とマイケル・ジョンソン（当時の200m世界記録保持者）のレースだったが、この時はマイケル・ジョンソンが途中で棄権する期待ハズレの結果に終わった（詳細は150メートル走を参照）。

## 主な記録
- タイムの横にある+は200メートル競走の途中計時を意味する

| 記録               | タイム  | 風速 | 名前             | 所属       | 場所             | 日付          | 脚    |
| ------------------ | ------- | ---- | ---------------- | ---------- | ---------------- | ------------- | ----- |
| 世界最高（直走路） | 14秒35  | +1.1 | ウサイン・ボルト | ジャマイカ | マンチェスター   | 2009年5月17日 | [ 8 ] |
| 世界最高（曲走路） | 14秒44+ | -0.3 | ウサイン・ボルト | ジャマイカ | ベルリン         | 2009年8月20日 | [ 8 ] |
| 日本最高（曲走路） | 15秒35  | 0.0  | 桐生祥秀         | 東洋大学   | ゴールドコースト | 2017年3月17日 | [ 9 ] |

| 記録               | タイム  | 風速 | 名前                                 | 所属           | 場所     | 日付          | 脚    |
| ------------------ | ------- | ---- | ------------------------------------ | -------------- | -------- | ------------- | ----- |
| 世界最高（直走路） | 16秒30  | +0.2 | トリ・ボウイ                         | アメリカ合衆国 | ボストン | 2017年6月5日  | [ 8 ] |
| 世界最高（曲走路） | 16秒10+ | +1.3 | フローレンス・グリフィス＝ジョイナー | アメリカ合衆国 | ソウル   | 1988年9月29日 | [ 8 ] |